# Flugvikt i fristil i brottning vid olympiska sommarspelen 1984
Herrarnas brottningsturnering i fristil i viktklassen flugvikt vid olympiska sommarspelen 1984 avgjordes i Anaheim Convention Center i Anaheim. 

## Medaljörer
| Klass    | Guld                        | Silver                  | Brons               |
| Flugvikt | Šaban Trstena · Jugoslavien | Kim Jong-Kyu · Sydkorea | Yuji Takada · Japan |

## Resultat
- TO — Vinst genom fall
- SP — Vinst genom överlägsenhet, 12-14 poängs skillnad, förloraren med poäng
- SO — Vinst genom överlägsenhet, 12-14 poängs skillnad, förloraren utan poäng
- ST — Vinst genom teknisk överlägsenhet, 15 poäng skillnad
- PP — Vinst genom poäng, förloraren med tekniska poäng
- PO — Vinst genom poäng, förloraren utan tekniska poäng
- PA — Vinst genom att motståndaren skadas
- DQ — Vinst genom förverkande
- D2 — Båda brottarna diskvalificerade på grund av passivitet  (0-0 poäng)
- DNA — Dök inte upp
- L — Förluster
- ER — Elimineringsrunda
- CP — Klassificeringspoäng
- TP — Tekniska poäng

- PA — Vinst genom att motståndaren skadats

### Elimineringsrunda

#### Pool A
| L        |                           | CP        | TP       |                           | L        |          |
| Omgång 1 | Omgång 1                  | Omgång 1  | Omgång 1 | Omgång 1                  | Omgång 1 | Omgång 1 |
| -------- | ------------------------- | --------- | -------- | ------------------------- | -------- | -------- |
| 0        | Iván Garcés (ECU)         | 4-0 ST    | 14-2     | Lou Wie-Ki (TPE)          | 1        |          |
| 1        | Jesmond Giordemaina (MLT) | 0-4 ST    | 0-12     | Kim Jong-Kyu (KOR)        | 0        |          |
| 0        | Aslan Seyhanlı (TUR)      | 3.5-.5 SP | 14-4     | Thierry Bourdin (FRA)     | 1        |          |
| 1        | Fritz Niebler (FRG)       | 1-3 PP    | 11-13    | Ray Takahashi (CAN)       | 0        |          |
| 0        | Liang Dejin (CHN)         |           |          | Bye                       |          |          |
| Omgång 2 |                           |           |          |                           |          |          |
| 0        | Liang Dejin (CHN)         | 3-1 PP    | 16-11    | Iván Garcés (ECU)         | 1        |          |
| 2        | Lou Wie-Ki (TPE)          | .5-3.5 SP | 3-11     | Jesmond Giordemaina (MLT) | 1        |          |
| 0        | Kim Jong-Kyu (KOR)        | 3-1 DC    | 0-0      | Aslan Seyhanlı (TUR)      | 1        |          |
| 2        | Thierry Bourdin (FRA)     | 1-3 PP    | 4-5      | Fritz Niebler (FRG)       | 1        |          |
| 0        | Ray Takahashi (CAN)       |           |          | Bye                       |          |          |
| Omgång 3 |                           |           |          |                           |          |          |
| 0        | Ray Takahashi (CAN)       | 3-1 PP    | 7-3      | Liang Dejin (CHN)         | 1        |          |
| 2        | Iván Garcés (ECU)         | 0-4 TF    | 1:18     | Kim Jong-Kyu (KOR)        | 0        |          |
| 2        | Jesmond Giordemaina (MLT) | 0-4 ST    | 0-13     | Aslan Seyhanlı (TUR)      | 1        |          |
| 1        | Fritz Niebler (FRG)       |           |          | Bye                       |          |          |
| Omgång 4 |                           |           |          |                           |          |          |
| 1        | Fritz Niebler (FRG)       | 3.5-0 SO  | 11-0     | Liang Dejin (CHN)         | 2        |          |
| 1        | Ray Takahashi (CAN)       | 1-3 PP    | 10-15    | Kim Jong-Kyu (KOR)        | 0        |          |
| 1        | Aslan Seyhanlı (TUR)      |           |          | Bye                       |          |          |
| Omgång 5 |                           |           |          |                           |          |          |
| 2        | Aslan Seyhanlı (TUR)      | 1-3 DC    | 0-0      | Ray Takahashi (CAN)       | 1        |          |
| 2        | Fritz Niebler (FRG)       | 1-3 PP    | 6-13     | Kim Jong-Kyu (KOR)        | 0        |          |

| Brottare                  | L | ER | CP  |
| ------------------------- | - | -- | --- |
| Kim Jong-Kyu (KOR)        | 0 | -  | 17  |
| Ray Takahashi (CAN)       | 1 | -  | 10  |
| Aslan Seyhanlı (TUR)      | 2 | 5  | 9.5 |
| Fritz Niebler (FRG)       | 2 | 5  | 8.5 |
| Liang Dejin (CHN)         | 2 | 4  | 4   |
| Iván Garcés (ECU)         | 2 | 3  | 5   |
| Jesmond Giordemaina (MLT) | 2 | 3  | 3.5 |
| Thierry Bourdin (FRA)     | 2 | 2  | 1.5 |
| Lou Wie-Ki (TPE)          | 2 | 2  | 0.5 |

#### Pool B
| L              |                       | CP       | TP       |                     | L        |          |
| Omgång 1       | Omgång 1              | Omgång 1 | Omgång 1 | Omgång 1            | Omgång 1 | Omgång 1 |
| -------------- | --------------------- | -------- | -------- | ------------------- | -------- | -------- |
| 0              | Garry Moores (GBR)    | 4-0 TF   | 2:04     | Farag Aly (EGY)     | 1        |          |
| 1              | Joe Gonzales (USA)    | 1-3 PP   | 3-6      | Šaban Trstena (YUG) | 0        |          |
| 1              | Bernardo Olvera (MEX) | 0-4 ST   | 0-12     | Mahabir Singh (IND) | 0        |          |
| 0              | Yuji Takada (JPN)     | 4-0 TF   | 1:27     | Talla Diaw (SEN)    | 1        |          |
| Omgång 2       |                       |          |          |                     |          |          |
| 1              | Garry Moores (GBR)    | 0-4 TF   | 2:14     | Joe Gonzales (USA)  | 1        |          |
| 2              | Farag Aly (EGY)       | 0-4 TF   | 2:14     | Šaban Trstena (YUG) | 0        |          |
| 2              | Bernardo Olvera (MEX) | 0-4 ST   | 0-12     | Yuji Takada (JPN)   | 0        |          |
| 0              | Mahabir Singh (IND)   | 4-0 TF   | 5:09     | Talla Diaw (SEN)    | 2        |          |
| Omgång 3       |                       |          |          |                     |          |          |
| 2              | Garry Moores (GBR)    | 0-4 TF   | 1:59     | Šaban Trstena (YUG) | 0        |          |
| 2              | Joe Gonzales (USA)    | 0-4 TF   | 0:58     | Mahabir Singh (IND) | 0        |          |
| 0              | Yuji Takada (JPN)     |          |          | Bye                 |          |          |
| Sista omgången |                       |          |          |                     |          |          |
|                | Yuji Takada (JPN)     | 1-3 DC   | 0-0      | Šaban Trstena (YUG) |          |          |
|                | Mahabir Singh (IND)   | 0-4 ST   | 2-14     | Yuji Takada (JPN)   |          |          |
|                | Šaban Trstena (YUG)   | 4-0 TF   | 1:13     | Mahabir Singh (IND) |          |          |

| Brottare              | L | ER | CP | Sista |
| --------------------- | - | -- | -- | ----- |
| Šaban Trstena (YUG)   | 0 | -  | 11 | 8     |
| Yuji Takada (JPN)     | 0 | -  | 8  | 3     |
| Mahabir Singh (IND)   | 0 | -  | 12 | 1     |
| Joe Gonzales (USA)    | 2 | 3  | 5  |       |
| Garry Moores (GBR)    | 2 | 3  | 4  |       |
| Farag Aly (EGY)       | 2 | 2  | 0  |       |
| Bernardo Olvera (MEX) | 2 | 2  | 0  |       |
| Talla Diaw (SEN)      | 2 | 2  | 0  |       |

### Slutkamper
|                      | CP        | TP        |                     |           |
| 5:e plats            | 5:e plats | 5:e plats | 5:e plats           | 5:e plats |
| -------------------- | --------- | --------- | ------------------- | --------- |
| Aslan Seyhanlı (TUR) | 3.5-.5 SP | 14-5      | Mahabir Singh (IND) |           |
| Bronsmatch           |           |           |                     |           |
| Ray Takahashi (CAN)  | 0-4 ST    | 0-12      | Yuji Takada (JPN)   |           |
| Final                |           |           |                     |           |
| Kim Jong-Kyu (KOR)   | 0-4 PA    |           | Šaban Trstena (YUG) |           |